# Hana Vláčilová
Hana Vláčilová (* 25. února 1956, Praha) je česká sólová tanečnice, baletní mistryně, choreografka a pedagožka.
Absolvovala taneční oddělení konzervatoře v Praze (1973) a pokračovala roční stáží na akademickém tanečním učilišti A. J. Vaganovové v Leningradě, jako žačka N. M. Dudinské.
Po návratu do Prahy byla angažována ve sboru baletu Národního divadla v Praze, kde působila až do roku 1999, přičemž od roku 1976 jako sólistka baletu .
Od roku 1994 vyučuje na Taneční konzervatoři v Praze, v letech 1998–1999 byla pedagogem baletu v Národním divadle. V období 1999–2004 působila jako vedoucí souboru baletu Laterny magiky. Od roku 2005 spolupracuje se Státní operou v Praze a od roku 2010 zde vykonávala funkci uměleckého vedoucího baletu, a to až do sloučení s baletem Národního divadla v Praze. V roce 2009 hostovala jako choreografka baletu Giselle v Národním divadle moravskoslezském v Ostravě.
Během své kariéry často hostovala v zahraničí, byla stálým hostem Komické opery v Berlíně a Státní opery v Berlíně a hostovala v dalších zemích (Francie, Španělsko, Rakousko, Polsko, USA, bývalý SSSR a další).
Jejím manželem je tanečník Jan Kadlec.

## Taneční role, výběr
- 1972 Bohuslav Martinů: Špalíček, Čmelák, (j. h.), Národní divadlo
- 1974 Petr Iljič Čajkovskij: Louskáček, Mášenka, Státní akademické divadlo opery a baletu S. M. Kirova, Leningrad
- 1982 P. I. Čajkovskij: Labutí jezero, Odetta/Odilie, Smetanovo divadlo
- 1990 Václav Riedlbauch: Macbeth, Lady Macduff, ND – Nová scéna
- 1994 P. I. Čajkovskij: Spící krasavice, princezna Aurora, Smetanovo divadlo

## Ocenění
- 1972 Zlatá medaile na baletní soutěži ve Varně, Bulharsko
- 1976 Stříbrná medaile na baletní soutěži ve Varně, Bulharsko
- 1976 Stříbrná medaile na taneční soutěži tanečních párů (s L. Kafkou), Tokio, Japonsko
- 1977 1. místo na baletní soutěži v Brně
- 1986 titul zasloužilá umělkyně
- 1995 Philip Morris Ballet Flower Award
- 2011 Čestné uznání za přínos v rozvíjení klasického baletního odkazu na Soutěžní přehlídce současné taneční tvorby ČR
- 2022 Uvedení do Síně slávy Národního divadla [4]